# Etnikum

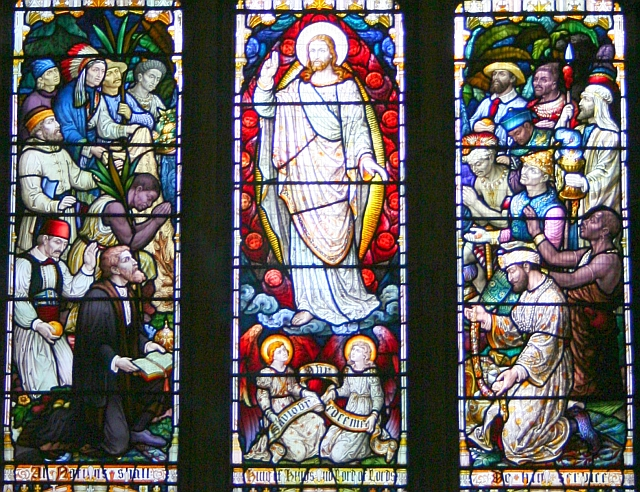
Etnikumokat ábrázoló színes üvegablak, amely tizenöt férfit ábrázol, akik a viktoriánus világ összes ismert népcsoportjának képviselőit mutatja be, Great Malvern, Worcestershire, Nagy-Britannia

Etnikum (görög ethnosz, ἔθνος "nép") alatt történelmileg kialakult, az összetartozás tudatával, valamint közös nyelvvel, kultúrával és hagyományokkal rendelkező népességet értünk. Ezen belül a kisebb létszámú, zártabb etnikumokat az etnikai közösség, törzs vagy néprajzi csoport (etnikai csoport, etnokulturális csoport, helyi népcsoport), míg a nagyobb embertömeget képviselő, kiterjedtebb földrajzi területeken élő etnikumokat a nép, illetve nemzet kifejezéssel jelölhetjük.
A kisebbségben élő etnikumokat nemzetiségeknek nevezik.